# Penguin Cafe Orchestra
Penguin Cafe Orchestra (PCO) – angielski kolektyw muzyków zawiązany przez brytyjskiego gitarzystę i kompozytora Simona Jeffesa.

## Skład
- Simon Jeffes – gitara akustyczna, gitara elektryczna, pianino, ukulele, kontrabas, głos, tin whistle, fisharmonia, perkusja, gumka recepturka, elektroniczne organy, trójkąt, skrzypce, bęben, szpinet, pianino Bluthner’a, pianino Bosendorfer’a, bęben zebra, taśmy, mandolina, harfa elektryczna
- Helen Liebmann - wiolonczela
- Steve Nye – pianino elektryczne, pianino Bluthner’a, pianino Wurlitzer’a, fisharmonia,
- Gavyn Wright - skrzypce
- Geoffrey Richardson -altówka, kontrabas, bongosy, ukulele, mandolina, gitara elektryczna, tin whistle, klarnet
- Emily Young - wokal
- Mike Giles – perkusja
- Dave Defries - trąbka, skrzydłówka
- Annie Whitehead – puzon
- Nigel Kennedy - skrzypce
- Nana Vasconcelos – gliniane doniczki, gałązki
- Kathryn Tickell
- Chris Laurence - kontrabas
- Wilfred Gibson - skrzypce
- Roger Chase - altówka
- Braco - perkusja
- Marcus Beale - skrzypce
- Barbara Bolte - obój
- Stephen Fletcher - fortepian
- Peter Mcgowan - skrzypce
- Ian Maidman - perkusja/kontrabas
- Giles Leaman – Instrumenty dęte drewniane
- Bob Loveday – skrzypce
- Neil Renniev - ukulele
- Julio Segoviav - perkusja
- Jill Streater - obój
- Peter Veitch - akordeon
- Fami - perkusja
- Trevor Morais - perkusja
- Mike Giles - perkusja
- Danny Cummings - perkusja
- Paul Street - gitara

## Albumy
- Music From The Penguin Cafe (1976)
- Penguin Cafe Orchestra (1981)
- The Penguin Cafe Orchestra Mini Album (1983)
- Broadcasting From Home (1984)
- Signs Of Life (1987)
- When In Rome... (1988)
- Union Cafe (1993)
- Concert Program (1995)
- Oskar Und Leni (1999)